# Pseudorhacochelifer canariensis
Espèce
Pseudorhacochelifer canariensis est une espèce de pseudoscorpions de la famille des Cheliferidae.

## Distribution
Cette espèce est endémique des îles Canaries. Elle se rencontre sur Tenerife et la Grande Canarie.

## Étymologie
Son nom d'espèce, composé de canari et du suffixe latin -ensis, « qui vit dans, qui habite », lui a été donné en référence au lieu de sa découverte, les îles Canaries.

## Publication originale
- Mahnert, 1997 : New species and records of pseudoscorpions (Arachnida, Pseudoscorpiones) from the Canary Islands. Revue Suisse de Zoologie, vol. 104, no 3, p. 559–585 (texte intégral).